# Рыбас, Александр Леонидович
Рыбас Александр Леонидович  (23 июня 1960 года, Тула) — российский управленец, государственный деятель, доктор экономических наук, кандидат технических наук, член-корреспондент Российской академии ракетных и артиллерийских наук.

## Биография
Окончил среднюю школу № 11 родного города.
В 1974 году вступил в ВЛКСМ. Член КПСС с 1979 года по 1991 год. Кадровый офицер. В Вооружённых Силах СССР и Российской Федерации с 1977 года по 1998 год. Служил в Краснознамённом Дальневосточном военном округе в должности командира ремонтной роты реактивного артиллерийского полка 15 гвардейской артиллерийской дивизии РВГК, в 27 Центральном научно-исследовательском институте (в Центре специального программно-математического обеспечения систем управления войсками и силами флота) и 3 Центральном научно-исследовательском институте Министерства обороны (возглавлял отдел технического и программно-математического обеспечения полигонных измерений).
С 1995 года трудился в Государственном комитете Российской Федерации по военно-технической политике и подразделениях военно-технического сотрудничества Министерства внешних экономических связей России. Занимал должность заместителя руководителя Департамента военно-технического сотрудничества.
С февраля 1998 года по сентябрь 2006 года находился на государственной службе.
В сентябре 2006 года назначен генеральным конструктором и начальником, а в ноябре 2007 года (в связи с изменением наименования должности руководителя предприятия) — генеральным директором ГУП «Конструкторское бюро приборостроения» (г. Тула)
В 2007—2008 годах объём производства продукции военного назначения на предприятии вырос в 2,2 раза.
С мая 2009 года по июнь 2012 года исполнял обязанности гендиректора ФГУП «ГНПП „Базальт“» (г. Москва).
В июне 2012 года Рыбас был назначен генеральным директором ООО «ПРОМИНВЕСТ» — холдинговой компании в сфере управления активами.
В январе 2015 года назначен статс-секретарем — заместителем руководителя Федеральной службы по экологическому, технологическому и атомному надзору (Ростехнадзор).
Распоряжением Правительства РФ от 27.12.2019 г. №3207-р назначен Торговым представителем Российской Федерации в Республике Индии.
Действительный государственный советник 2 класса (2000 г.)

## Образование и научная деятельность
А. Л. Рыбас автор изобретений в области вооружения и военной техники и более 100 научных трудов, в том числе по проблемам стратегического анализа мирового рынка вооружений, безопасности в международных отношениях, эффективности систем экспорта вооружений, прогнозирования развития средств вооруженной борьбы и базовых военных технологий, промышленной безопасности.
Действительный член Академии военных наук.
Член-корреспондент Российской академии ракетных и артиллерийских наук.
В 1982 году с отличием и золотой медалью окончил Тульское высшее артиллерийское инженерное училище с квалификацией «военный инженер-механик» по специальности «артиллерийское вооружение». Тема дипломной работы: «Оптимизация химического состав ствольной стали методом планирования эксперимента».
В 1986 году с отличием окончил Военную артиллерийскую академию (ныне — Михайловская военная артиллерийская академия) в Ленинграде с квалификацией «инженер-конструктор» по специальности «инженерная оперативно-тактическая».
С 1986 года проходил обучение в адъюнктуре Военной артиллерийской академии, по окончании которой в 1989 году защитил диссертацию на соискание учёной степени кандидата технических наук на тему: «Оценка динамического качества пусковых установок реактивной артиллерии».
В 1992 году присвоено учёное звание старшего научного сотрудника по специальности «контроль и испытания летательных аппаратов».
В 1997 году окончил Российскую академию государственной службы при Президенте Российской Федерации с квалификацией «специалист по государственному управлению и национальной безопасности» по специальности «государственное и муниципальное управление».
В 1999 году защитил диссертацию на соискание учёной степени доктора экономических наук на тему: «Стратегический анализ мирового рынка вооружения в интересах обеспечения национальной безопасности России».
Результаты работы реализованы в деятельности Государственной компании «Росвооружение» (ныне — ОАО «Рособоронэкспорт»).
В 2012 году окончил Дипломатическую академию МИД России с квалификацией «специалист в области международных отношений».
Владеет английским и болгарским языками.

## Государственная и общественная деятельность
С января 2000 года по апрель 2003 года работал помощником Председателя Правительства Российской Федерации М. М. Касьянова по вопросам промышленной политики, развития транспорта, а также отнесенным к ведению Правительства вопросам силовых структур.
С апреля 2003 года по февраль 2004 года возглавлял секретариат заместителя Председателя Правительства Российской Федерации Б. С. Алёшина.
В апреле 2004 года назначен заместителем руководителя Секретариата Председателя Правительства Российской Федерации, а затем помощником Председателя Правительства Российской Федерации М. Е. Фрадкова по вопросам промышленного развития и науки, реформирования и развития оборонно-промышленного комплекса.
Являлся ответственным секретарем Комиссии Правительства Российской Федерации по военно-промышленным вопросам (ныне — Военно-промышленная комиссия при Правительстве Российской Федерации).
С февраля по сентябрь 2006 года работал заместителем руководителя Федерального агентства по промышленности.
В этой должности курировал пять управлений агентства: два отраслевых (промышленность обычных вооружений, промышленность боеприпасов и специальной химии) и три функциональных (военно-техническое сотрудничество с иностранными государствами, международное сотрудничество, управление делами).
С января 2015 г. по декабрь 2019 г. в должности статс-секретаря - заместителя руководителя Ростехнадзора курировал Правовое управление, Управление государственного энергетического надзора, Управление по надзору в угольной промышленности. 
Руководил разработкой и был официальным представителем Правительства Российской Федерации при рассмотрении Федеральным Собранием Российской Федерации 10 федеральных законов в области промышленной безопасности, безопасности гидротехнических сооружений, объектов электроэнергетики и теплоснабжения.
Член Бюро Правления ОООР «Союз машиностроителей России».
Член Совета по внешней и оборонной политике
Член Центрального совета Всероссийского движения поддержки флота.
Член Никитского клуба (президент — С. П. Капица).

## Награды
Государственные, ведомственные и общественные награды.
- Медаль ордена «За заслуги перед Отечеством» II степени (2019 г.)
- Почётная грамота Правительства Российской Федерации
- Премия Правительства Российской Федерации в области науки и техники (2009 г.)
- Премия имени С. И. Мосина (2003 г.)
- Юбилейная медаль «70 лет Вооруженных Сил СССР» (1988 г.)
- Юбилейная медаль «300 лет Российскому флоту» (1996 г.)
- Медаль «За отличие в военной службе» (Минобороны) I ст., (1998 г.)
- Медаль «За отличие в военной службе» (Минобороны) II ст., (1996 г.)
- Медаль «За безупречную службу» III степени (1988 г.)
- Медаль «300 лет Балтийскому флоту» (2004 г.)
- Медаль «За вклад в химическое разоружение» (2009 г.)
- Наградное оружие Минобороны России (2002 г.).
- Наградное оружие в соответствии с указом Короля Иордании (2007 г.).
- Орден святого благоверного князя Даниила Московского III степени (2007 г.)
- Орден преподобного Сергия Радонежского III степени (2004 г.)
- Национальная премия «Человек года» в номинации «Оборонно-промышленный комплекс» (2008 г.).
- Знак «За заслуги перед г. Тулой» I степени (2008 г.).
- Почётный гражданин города Омуртаг, Республика Болгария.